# 貝基亞島
貝基亞島（英語：Bequia）是聖文森特和格林納丁斯的島嶼，位於聖文森特島以南14公里的加勒比海，屬於格林納丁斯群島的一部分，面積18平方公里，最高點海拔高度268米，人口約4,300。

## 外部連結
- Bequia Tourism Association （页面存档备份，存于）